# Неклюдов, Алексей Иванович
Алексей Иванович Неклюдов (25 марта 1906, п. Сокол, Рязанская губерния, Российская империя — 4 июня 1996, Москва, Россия) — советский государственный и партийный деятель. Первый секретарь Восточно-Казахстанского обкома КП Казахстана (1959—1964, 1965—1969).

## Биография
Родился 25 марта 1906 в посёлке Сокол Рязанской губернии Российской империи. Член ВКП(б) с 1929.
После окончания в 1932 году службы в военно-морском флоте был секретарем комитета комсомола на заводе самолетов, в 1934—1938 гг. — заместитель начальника отдела кадров и секретарь комитета ВКП(б) Центрального института строительства авиационных двигателей. С 1938 года — ответственный организатор Коммунистической партии (большевиков) Казахстана, руководитель сектора ЦК КП(б)К, в 1940—1946 — 1-й секретарь горкома КП(б)K в Балхаше, в 1946—1949 гг. — слушатель Высшей Партийной Школы при ЦК ВКП(б), в 1949—1950 секретарь Восточно-Казахстанского обкома КП(б)К, в 1950—1954 гг. — 1-й секретарь Алматинского горкома КПК, в 1954—1959 гг. — начальник Отдела партийных органов КПК. С 6 мая 1959 года по 28 декабря 1964 и с 13 апреля 1965 года по 10 сентября 1969 — 1-й секретарь Восточно-Казахстанского обкома КП(б)К, затем на пенсии.
Депутат Верховного Совета СССР 6 созыва.

## Награды
- Орден Ленина (дважды)
- Орден Трудового Красного Знамени
- Орден Знак Почета